# Halichondria fastigiata
Halichondria fastigiata är en svampdjursart som först beskrevs av Peter Simon Pallas 1766.  Halichondria fastigiata ingår i släktet Halichondria och familjen Halichondriidae.
Artens utbredningsområde är Indiska oceanen. Inga underarter finns listade i Catalogue of Life.